# Javanska brazda
Javanska brazda (još zvana i Sundska ili Javanska dubokomorska brazda) jest brazda u Indijskom oceanu koja se nalazi južno i jugozapadno od indonezijskog arhipelaga. 
Brazda je duga oko 3200 km, a najveća izmjerena dubina iznosi 7450 m, što je najveća izmjerena dubina Indijskoga oceana. Nalazi se na izrazito aktivnom seizmičkom i vulkanskom području.